# Colmdorf

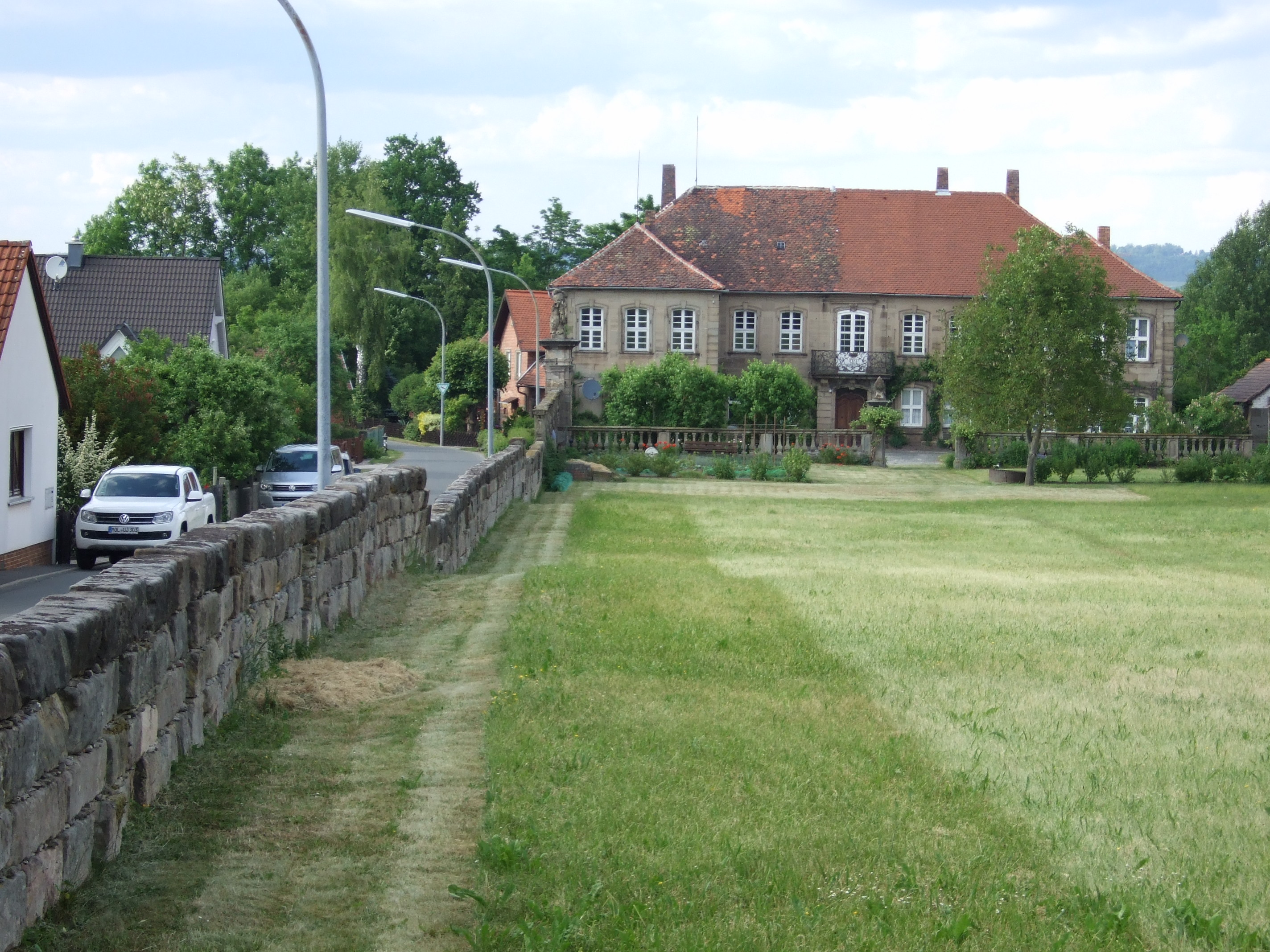
Colmdorf: gleichnamige Straße und Schloss

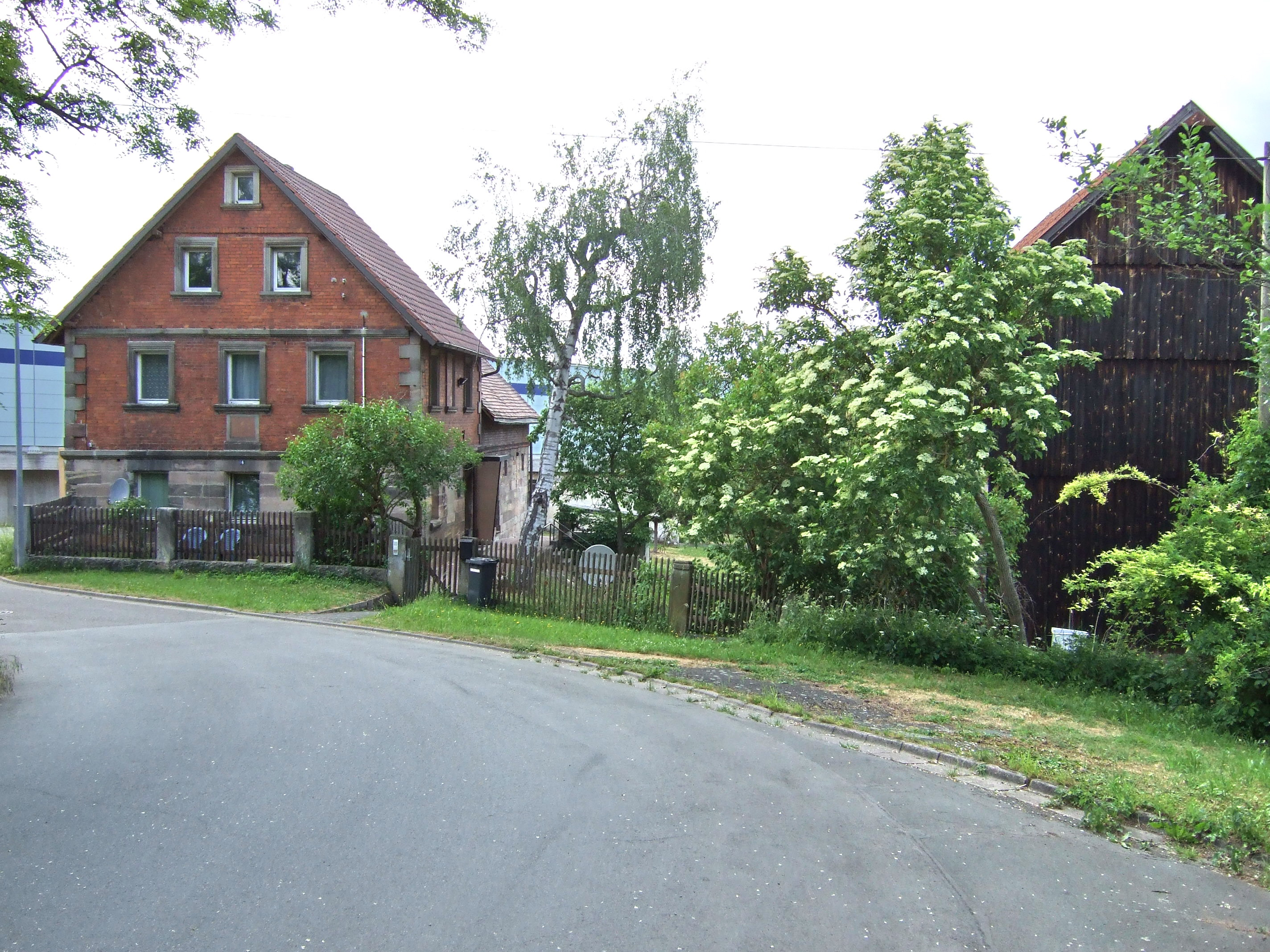
Landwirtschaftliches Anwesen Colmdorf Nr. 6, im Hintergrund die Lärmschutzwand der Bundesautobahn 9

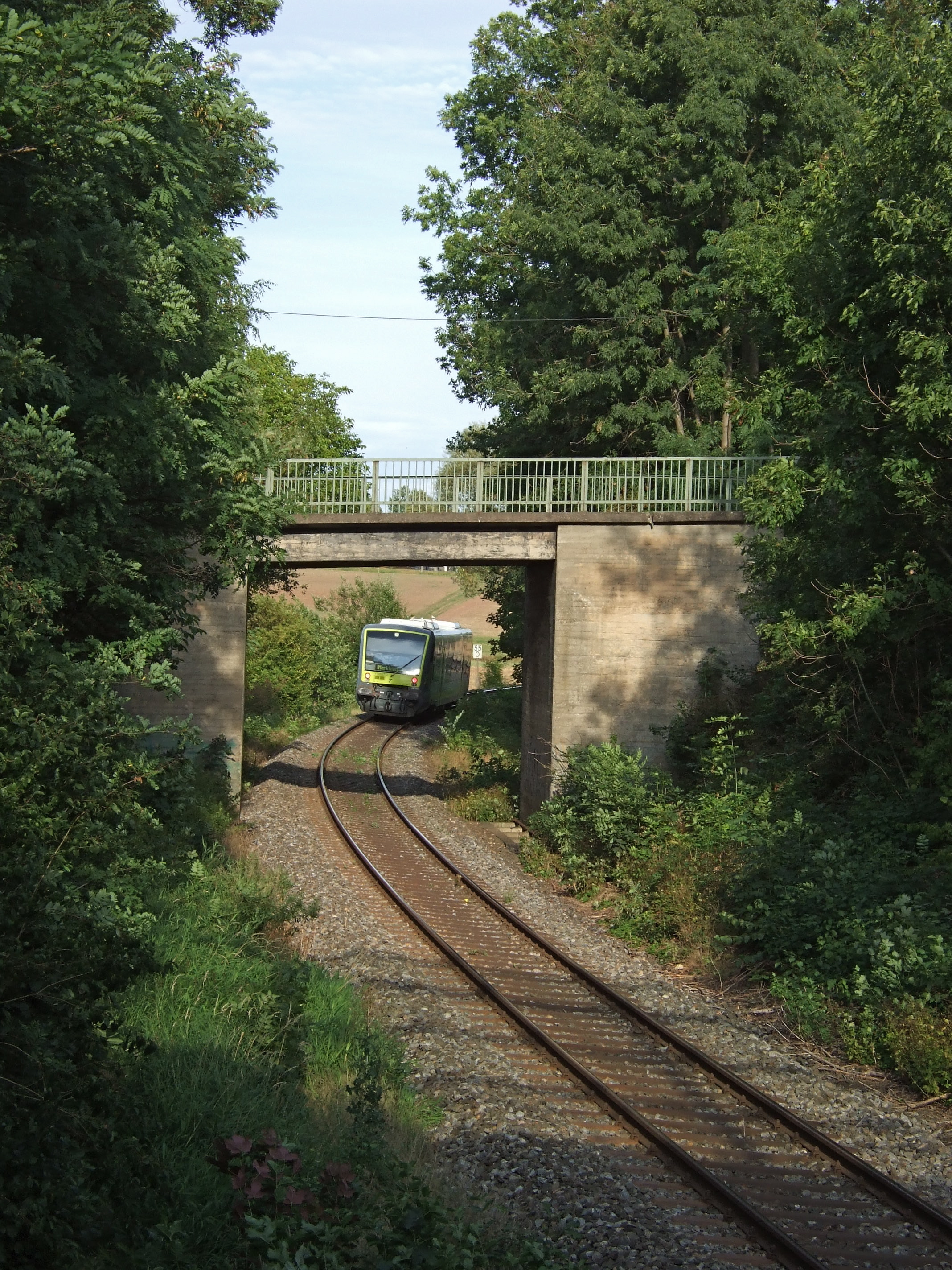
Bahnbrücke über die Bahnstrecke Weiden–Bayreuth

Colmdorf ist ein am östlichen Stadtrand gelegener Stadtteil von Bayreuth. Die Gemarkung Colmdorf hat eine Fläche von 1,232 km². Sie ist in 617 Flurstücke aufgeteilt, die eine durchschnittliche Flurstücksfläche von 1996,88 m² haben. In ihr liegen neben dem namensgebenden Ort die Gemeindeteile Monplaisir, Obere Röth, Rollwenzelei und Untere Röth.

## Lage
Colmdorf liegt erhöht über der Stadt am Nordwesthang des Eichelbergs. Seit ihrem Bau im Jahr 1937 trennt die Autobahn Berlin–München (heutige A 9) den Ortsteil von der Innenstadt. Diese Trennung wurde durch die Errichtung von Schallschutzwänden nach dem sechsspurigen Ausbau um die Jahrtausendwende noch unterstrichen.
Durch Colmdorf verläuft seit 1863 die Bahnstrecke Weiden–Bayreuth, eine Bahnstation existierte im Ort jedoch nie.

## Geschichte
Colmdorf, damals „Kolbendorf“ genannt, wurde erstmals im Landbuch A des Amtes Bayreuth von 1386 erwähnt. Bereits ab 1421 wurde es nur noch als Colmdorf bezeichnet. Der nördlich der Königsallee gelegene Ort war überwiegend landwirtschaftlich geprägt, mit Bauernhöfen, einer Gastwirtschaft und einem kleinen Schloss.
Gegen Ende des 18. Jahrhunderts gab es in Colmdorf 9 Anwesen (1 Schlösslein, 4 Sölden, 1 Wirtshaus, 2 Tropfhäuser, 1 Häuslein). Die Hochgerichtsbarkeit stand dem bayreuthischen Stadtvogteiamt Bayreuth zu. Die Dorf- und Gemeindeherrschaft sowie die Grundherrschaft über sämtliche Anwesen hatte das Amt St. Johannis.
Von 1797 bis 1810 unterstand der Ort dem Justiz- und Kammeramt Bayreuth. Nachdem im Jahr 1810 das Königreich Bayern das Fürstentum Bayreuth käuflich erworben hatte, wurde Colmdorf bayerisch. Infolge des Gemeindeedikts wurde Colmdorf dem 1812 gebildeten Steuerdistrikt Sankt Johannis zugewiesen. Zugleich entstand die Ruralgemeinde Colmdorf, zu der Monplaisir, Obere Röth, Rollwenzelei und Untere Röth gehörten. Sie war in Verwaltung und Gerichtsbarkeit dem Landgericht Bayreuth zugeordnet und in der Finanzverwaltung dem Rentamt Bayreuth (1919 in Finanzamt Bayreuth umbenannt). Ab 1862 gehörte Colmdorf zum Bezirksamt Bayreuth (1939 in Landkreis Bayreuth umbenannt). Die Gerichtsbarkeit blieb beim Landgericht Bayreuth (1879 in Amtsgericht Bayreuth umgewandelt). Die Gemeinde hatte eine Gebietsfläche von 6,243 km². Am 1. April 1939 wurde Colmdorf nach Bayreuth eingemeindet.
Umstritten war die Führung der Reichsautobahn an der Stelle bei Colmdorf. Der Gauleiter Karl Schlumprecht und der Architekt Hans Reissinger wandten sich diesbezüglich an Adolf Hitler, als dieser im März 1935 anlässlich der Trauerfeier für Hans Schemm in Bayreuth weilte. Hitler sagte zu, noch Korrekturen vornehmen zu lassen, „auch wenn die Brücken in die Luft gesprengt werden“ müssten. Der Generalinspekteur für das deutsche Straßenwesen Fritz Todt erhielt eine entsprechende Weisung, worauf die bereits fertiggestellte Brücke über die Königsallee tatsächlich wieder gesprengt wurde. Wegen des Zeitdrucks wurde jedoch von einer Trassenverlegung nach Westen hin abgesehen und lediglich eine breitere und gefälligere Brücke aus Sandstein errichtet.

### Baudenkmäler
- Colmdorf 8: Schloss Colmdorf
- Königsallee 55: Denkmalgeschütztes ehemaliges Gardehaus[10]

### Einwohnerentwicklung
Gemeinde Colmdorf
| Jahr      | 1822  | 1840   | 1852   | 1855   | 1861   | 1867   | 1871   | 1875   | 1880   | 1885   | 1890   | 1895   | 1900   | 1905   | 1910   | 1919   | 1925  | 1933   |
| Einwohner | 89    | 111    | 113    | 120    | 132    | 150    | 150    | 136    | 139    | 190    | 199    | 184    | 187    | 194    | 232    | 216    | 200   | 216    |
| Häuser    | 16    |        |        |        |        |        | 17     |        |        | 20     | 20     |        | 21     |        |        |        | 27    |        |
| Quelle    | [ 6 ] | [ 12 ] | [ 12 ] | [ 12 ] | [ 13 ] | [ 14 ] | [ 15 ] | [ 16 ] | [ 17 ] | [ 18 ] | [ 19 ] | [ 12 ] | [ 20 ] | [ 12 ] | [ 21 ] | [ 12 ] | [ 7 ] | [ 12 ] |

Ort Colmdorf
| Jahr      | 001819 | 001822 | 001861 | 001871 | 001885 | 001900 | 001925 | 001950 | 001961 | 001970 | 001987 |
| Einwohner | 111    | 82 *   | 103    | 117    | 159    | 164    | 182    | 94     | 53     | 48     | †      |
| Häuser    |        | 15 *   |        |        | 17     | 18     | 24     | 13     | 8      |        | †      |
| Quelle    | [ 22 ] | [ 6 ]  | [ 13 ] | [ 15 ] | [ 18 ] | [ 20 ] | [ 7 ]  | [ 23 ] | [ 24 ] | [ 25 ] | [ 26 ] |

## Aktuelle Situation

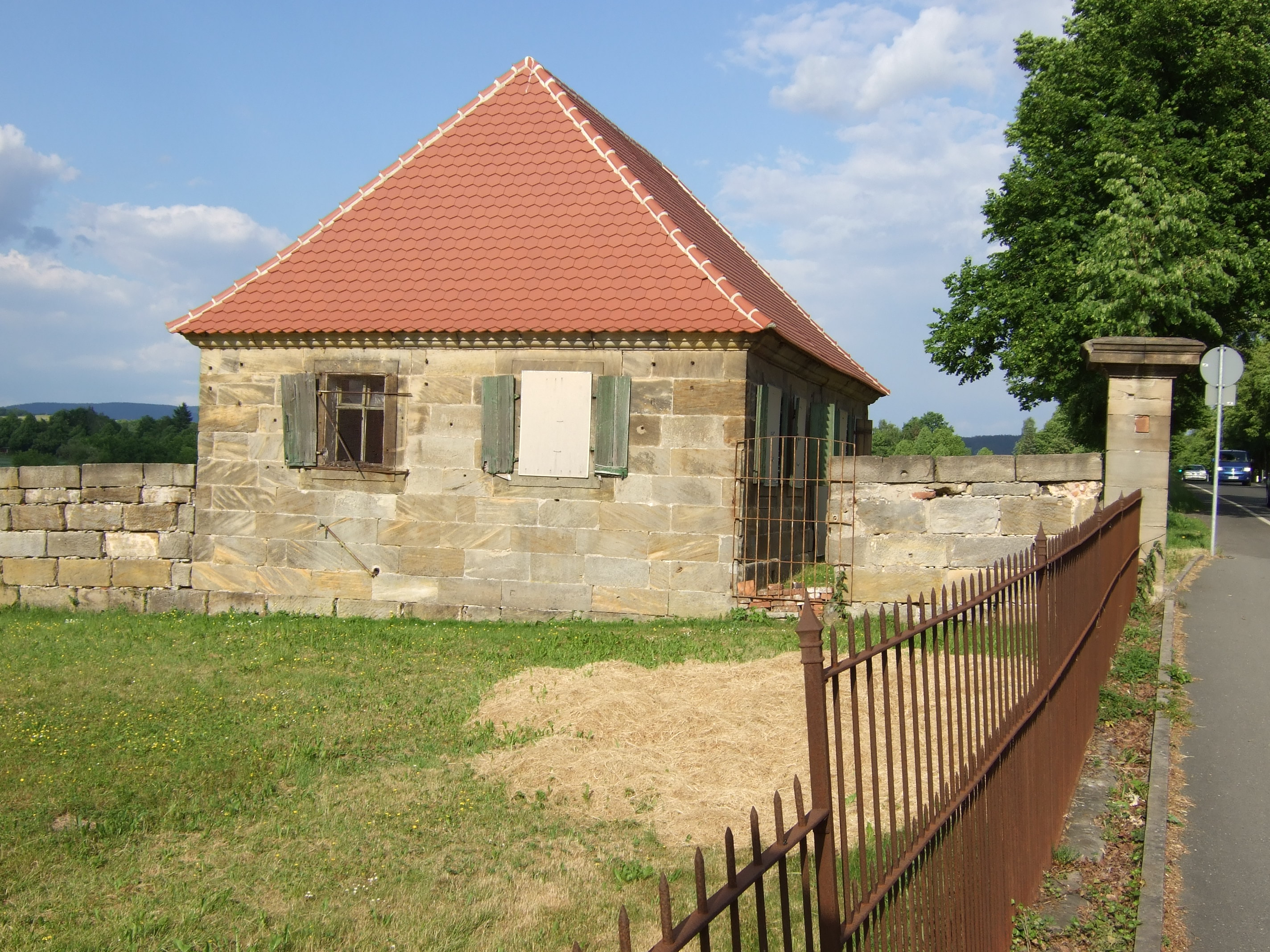
Ehemaliges Gardehaus am Schlosspark (2012)

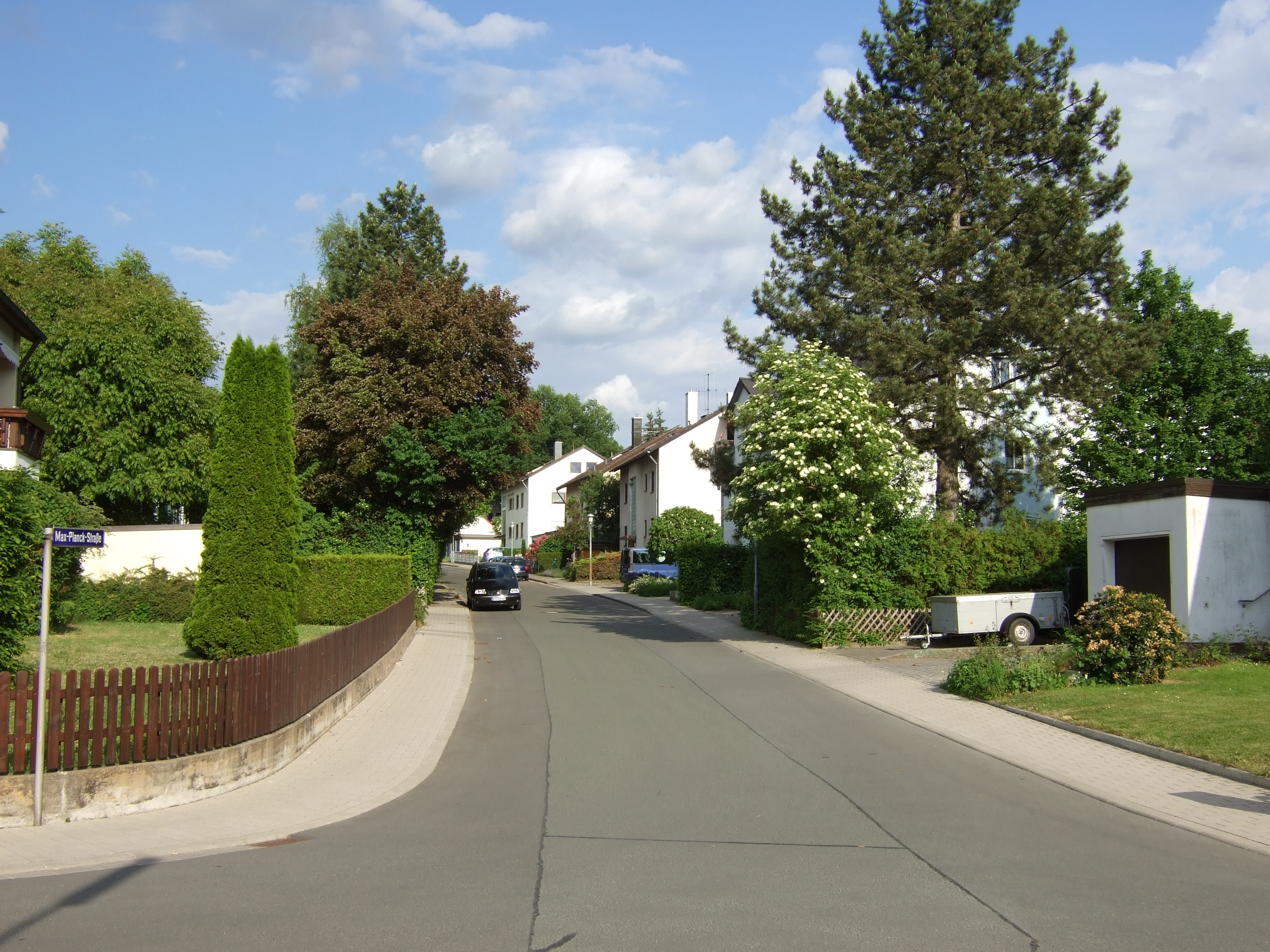
Neubaugebiet südlich der Königsallee

Der Stadtteil ist zum reinen Wohngebiet geworden, es gibt nur noch einen einzigen landwirtschaftlichen Betrieb. Der historische Ortskern besteht weitgehend aus nur einer Häuserzeile gegenüber dem großen Park mit dem Schloss. Mitte der 1950er Jahre entstanden südlich der Königsallee die ersten einzeln stehenden Siedlungshäuser. Zwanzig Jahre später begann dort der Bau einer Reihenhaussiedlung.

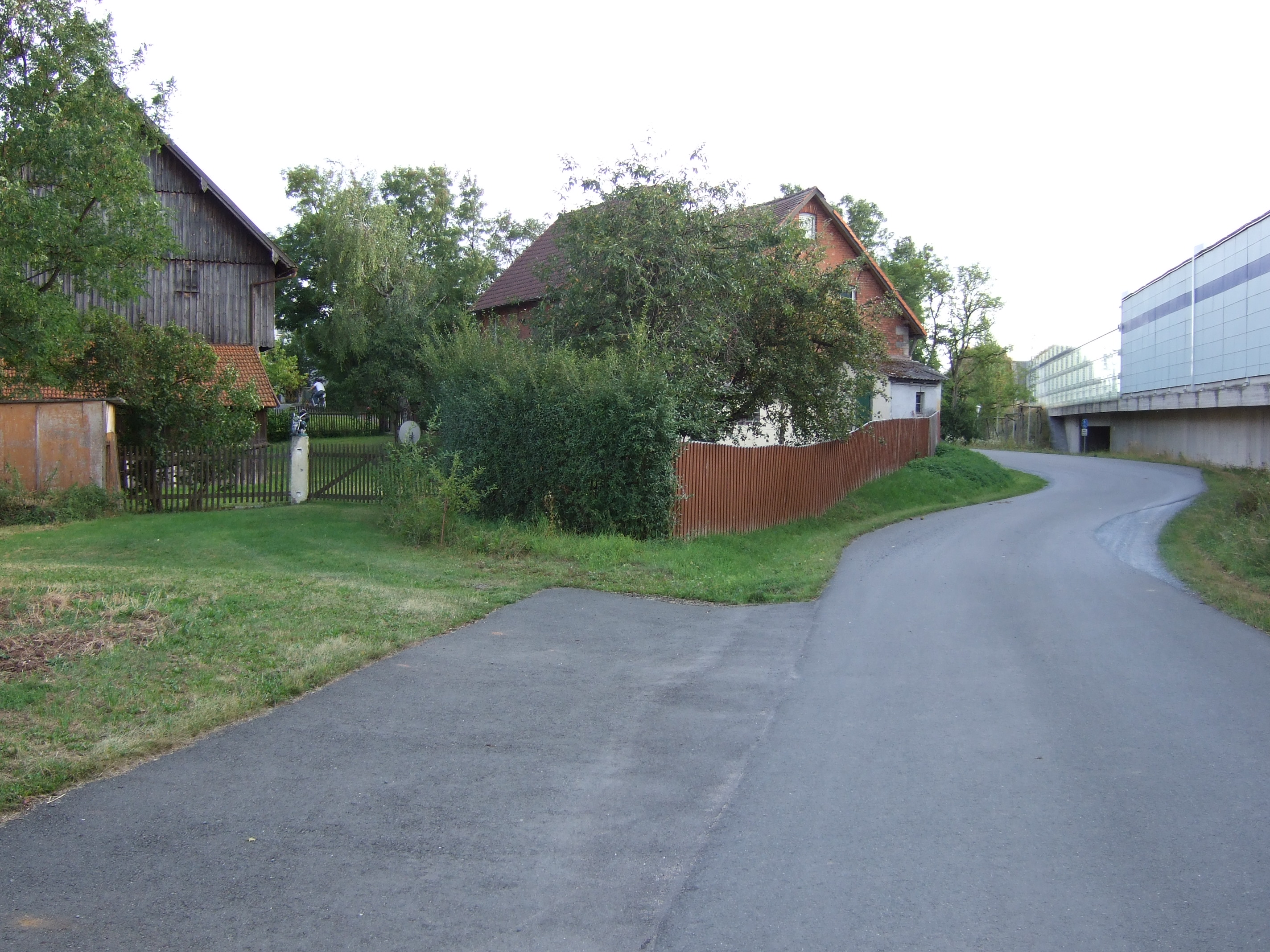
Straße aus Sankt Johannis
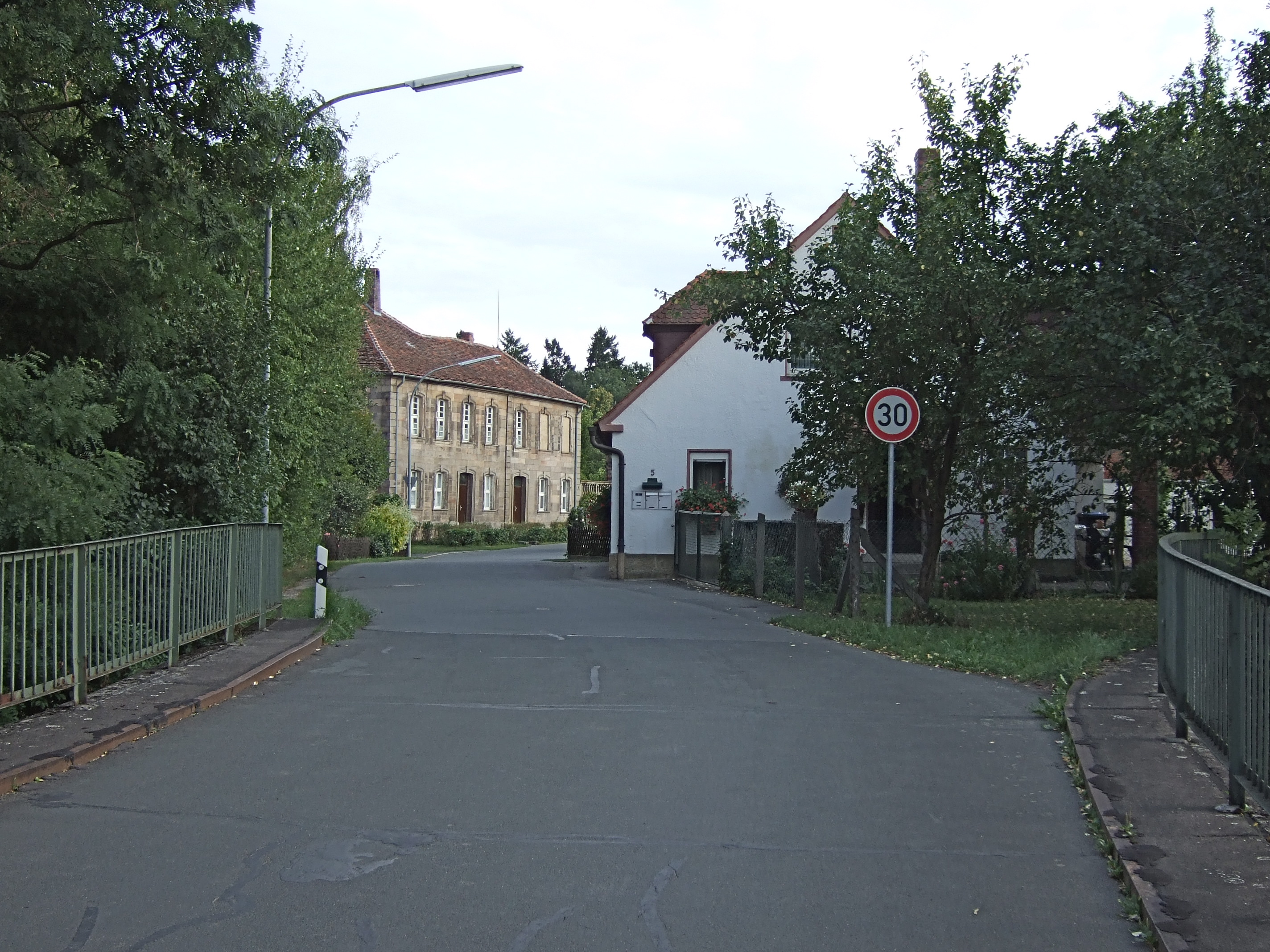
Blick über die Bahn zum Schloss
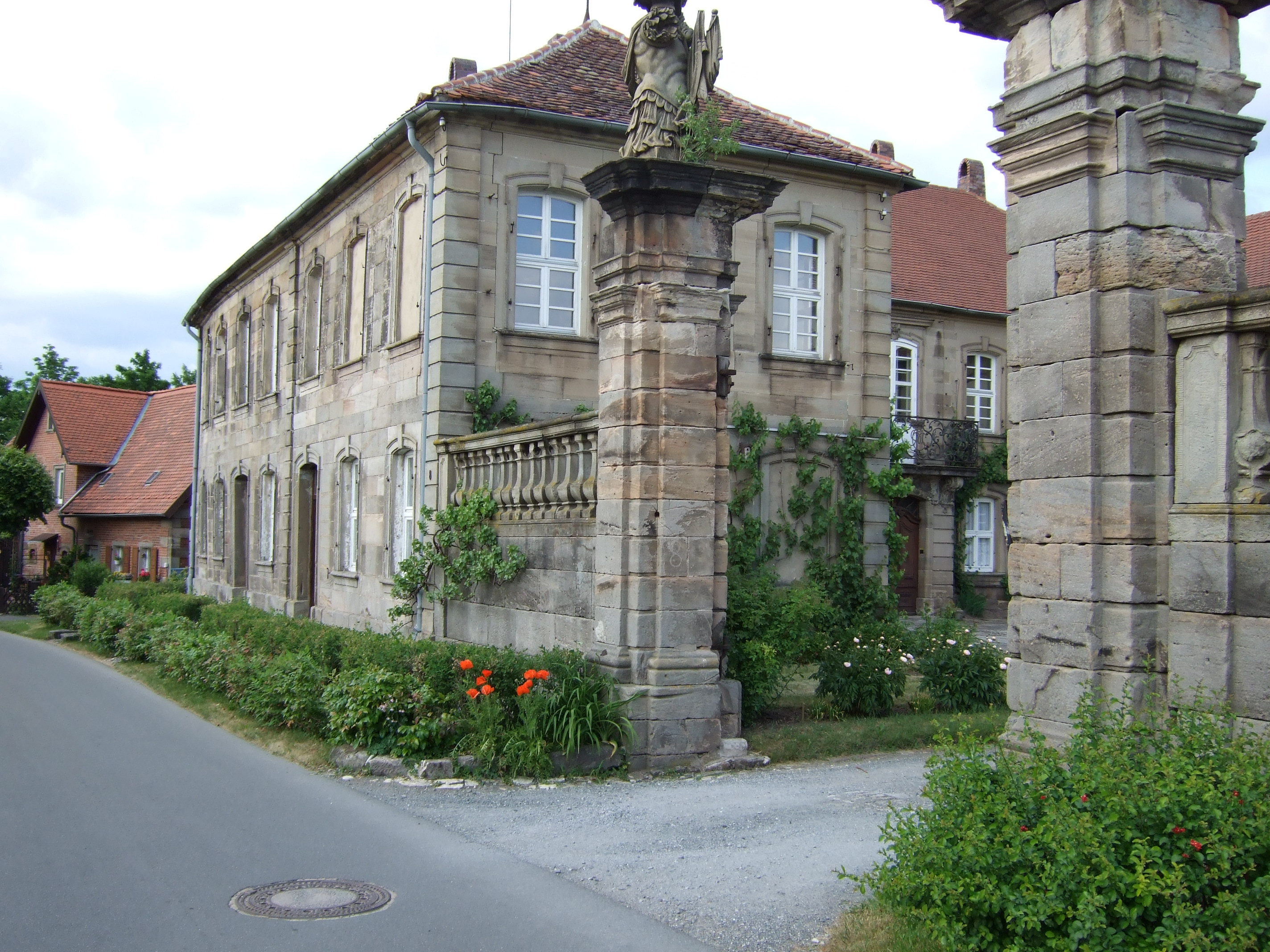
Schloss Colmdorf

## Rollwenzelei
Am Ostrand des Neubaugebiets, an der Gabelung der Straße in Richtung Eremitage und Aichig, steht das ehemalige Chausseehaus und spätere Gasthaus Rollwenzelei, benannt nach dem Ehepaar Rollwenzel, welches das Gebäude im späten 18. Jahrhundert erworben hatte. Berühmtheit erlangte es durch die Freundschaft der Wirtin Anna Dorothea mit dem Dichter Jean Paul, der von 1809 bis zu seinem Tod 1825 dort Stammgast war. In seiner „Dichterstube“, die ihm die Wirtin eingerichtet hatte, schrieb er seine bedeutendsten Werke. Der Raum wurde von 2009 bis 2010 renoviert und kann besichtigt werden. Im Mai 1970 wurde der Gastronomiebetrieb aufgegeben.

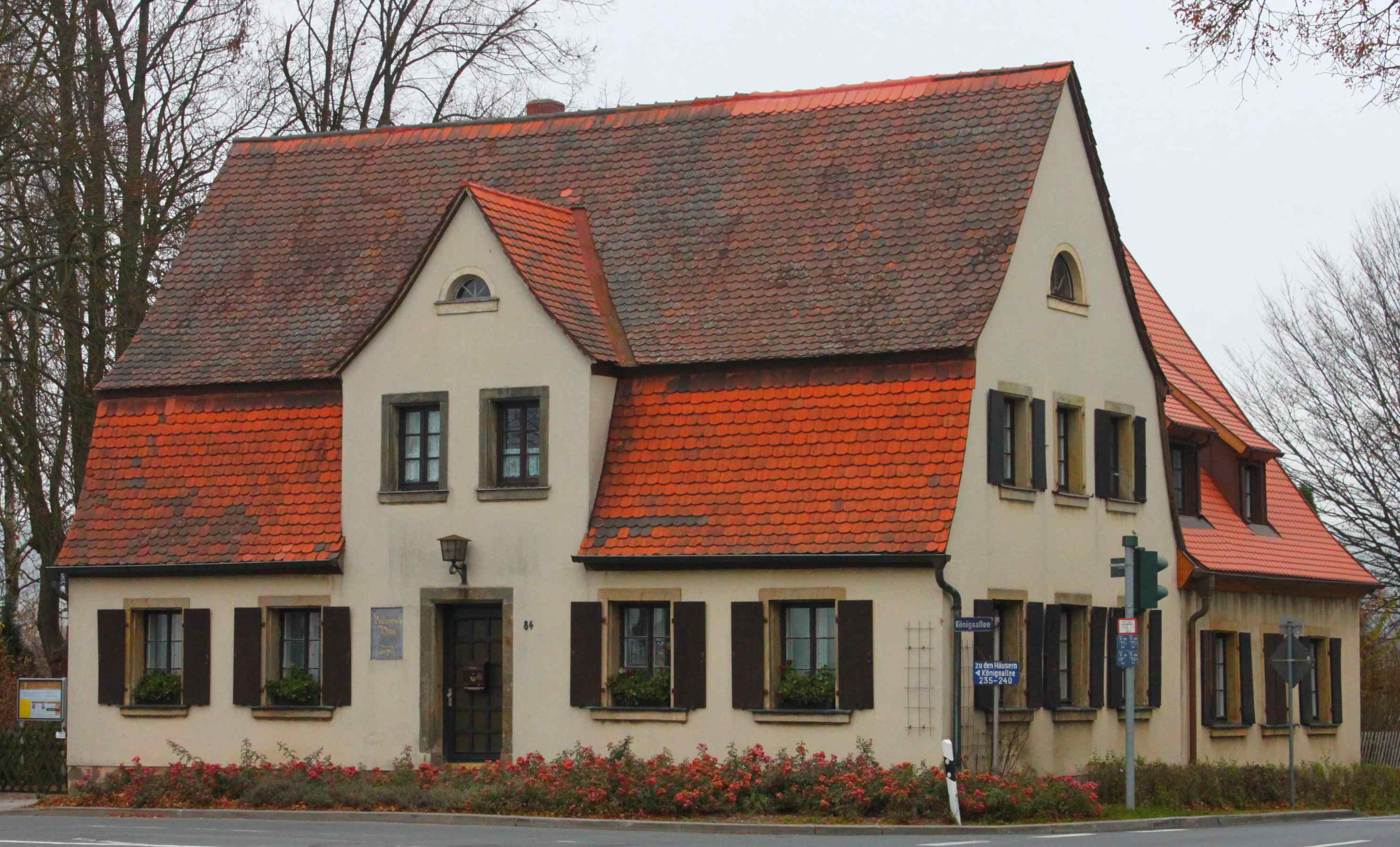
Rollwenzelei mit erhaltener Dichterstube
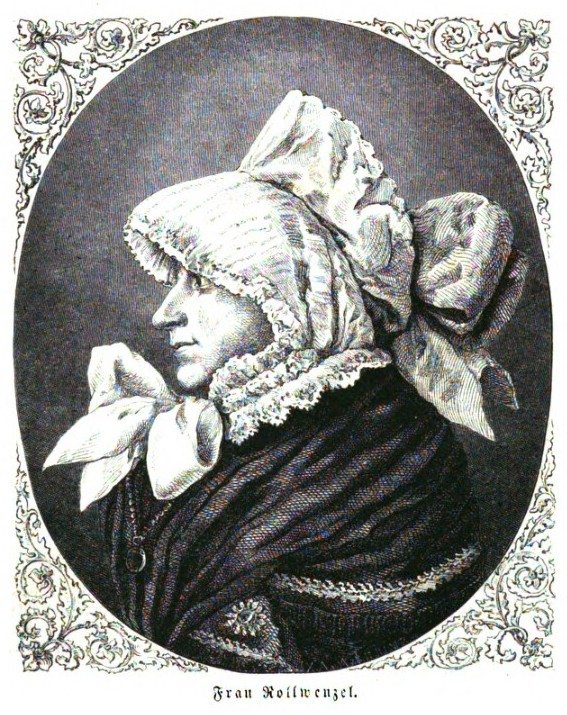
Die Wirtin Anna Dorothea Rollwenzel

## Religion
Colmdorf ist seit der Reformation evangelisch-lutherisch geprägt und nach St. Johannis gepfarrt.